# Leoni (Schiff, 1926)

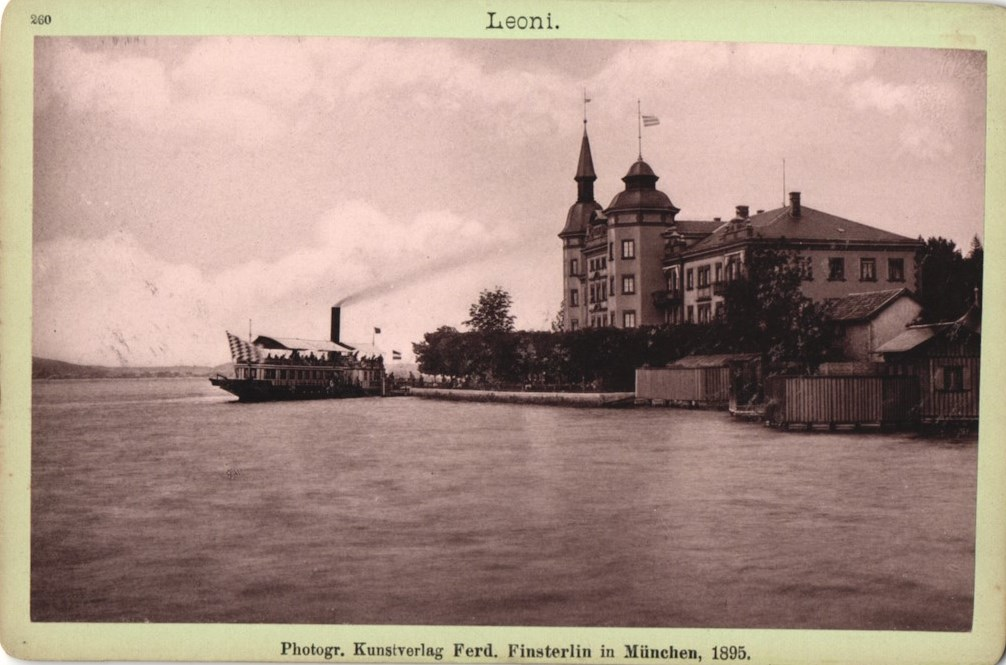
Die Schiffsanlegestelle Leoni mit einem Dampfschiff, 1895

Die Leoni war ein Fahrgastschiff, das im Liniendienst auf dem Starnberger See und später auf dem Traunsee fuhr.

## Geschichte
Die fahrplanmäßige Personenschifffahrt auf dem Starnberger See, der damals offiziell noch Würmsee hieß, begann 1851 mit dem Raddampfer Maximilian, den Johann Ulrich Himbsel in Betrieb genommen hatte. Himbsel sorgte auch für den Bau einer Eisenbahnlinie von München bis Starnberg. Nachdem diese verlängert worden war und Seeshaupt einen Eisenbahnanschluss bekommen hatte, sah Himbsels Sohn und Erbe Franz offenbar keine große Zukunft mehr für die Starnberger Schifffahrt und stieß den Betrieb ab. Eine Aktiengesellschaft, die Würmsee-Dampfschifffahrts-Gesellschaft, wurde gegründet, die im Laufe ihres Bestehens vier Dampfschiffe anschaffte. Diese Dampfer namens Ludwig, Bavaria, Wittelsbach und Luitpold waren alle noch vorhanden und einsatzbereit, als 1915 die Konzession für die Aktiengesellschaft auslief und der Betrieb von den Bayerischen Staatseisenbahnen übernommen wurde.
Im Jahr 1919 wurden drei der vier Dampfer umgetauft. Sie hießen fortan Tutzing, Starnberg und München. Nur die Bavaria durfte ihren Namen behalten; sie büßte allerdings, vielleicht ebenfalls im Zuge dieser Demokratisierung, 1919 ihre Heckfigur ein, die den gekrönten Bayerischen Löwen darstellte.
Der neuen Gepflogenheit, die Schiffe auf dem Starnberger See nach geographischen Objekten zu benennen, folgte man auch, als in der Zwischenkriegszeit das erste Motorschiff in die Flotte aufgenommen wurde: Die Schloss Berg war ein umgebauter Schraubendampfer, der vorher auf dem Königssee im Einsatz gewesen war. Da sich dieses Schiff auf dem Würmsee nicht bewährte, wurde es nach ganz kurzer Zeit wieder abgeschafft.
Der nächste Versuch, die Flotte um ein Motorschiff zu erweitern, verlief erfolgreicher. Die Leoni wurde 1926 auf der Schiffswerft Theodor Hitzler in Regensburg gebaut. Ihre Maschine leistete 140 PS. Das Schiff war bescheidener bemessen als die großen Salondampfer aus dem 19. Jahrhundert und nur für 90 Fahrgäste ausgelegt, wurde aber mehrere Jahrzehnte lang im Fahrgastdienst genutzt. In seinen letzten Jahren auf dem Starnberger See galt es allerdings als ziemlich marode und wurde nur noch sporadisch eingesetzt, ehe es 1972 ausgemustert und an den Traunsee verkauft wurde.
Dort beförderte das Schiff nach gründlicher Renovierung und Erhalt neuer Aufbauten noch bis zum Jahr 2000 Passagiere. Danach wurde es bis 2005 noch als Arbeitsschiff genutzt und dann nach Neufelden im Mühlviertel an Joachim Eckl verkauft, wo es neben dem Hotel Mühltalerhof eingegraben und fortan als Veranstaltungsstätte genutzt bzw. als Kunstwerk interpretiert wurde.
Das Schiff war seit 1999 im Stil der Gmunder Keramik bemalt. Einen Namensnachfolger für die Leoni auf dem Starnberger See gab es nicht.

## DieLeonials FilmschiffTristan
Bevor die Leoni nach Traunstein abgegeben wurde, wurde sie auf dem Starnberger See noch für Filmaufnahmen verwendet. Sie wurde als Tristan in Viscontis Film Ludwig II. genutzt, wofür sie in Regensburg umgestaltet werden musste. Der Märchenkönig Ludwig II. nutzte dieses Dampfschiff, das sein Vater Maximilian II. sich im Jahr 1857 zugelegt hatte, gern und regelmäßig. Das Originalschiff konnte für den Film nicht mehr verwendet werden: Nach Ludwigs Tod wurde das Schiff zwar, nun unter dem Namen Ludwig, noch weiter verwendet, 1945 wurde es jedoch abgebrochen.